# Duenweg
Duenweg és una població dels Estats Units a l'estat de Missouri. Segons el cens del 2000 tenia 1.034 habitants.

## Demografia
Segons el cens del 2000, Duenweg tenia 1.034 habitants, 425 habitatges, i 295 famílies. La densitat de població era de 753,3 habitants per km².
Dels 425 habitatges en un 40,9% hi vivien nens de menys de 18 anys, en un 48,9% hi vivien parelles casades, en un 16,5% dones solteres, i en un 30,4% no eren unitats familiars. En el 26,4% dels habitatges hi vivien persones soles el 6,8% de les quals corresponia a persones de 65 anys o més que vivien soles. El nombre mitjà de persones vivint en cada habitatge era de 2,43 i el nombre mitjà de persones que vivien en cada família era de 2,91.
Per edats la població es repartia de la següent manera: un 29,9% tenia menys de 18 anys, un 11,9% entre 18 i 24, un 32,3% entre 25 i 44, un 17,2% de 45 a 60 i un 8,7% 65 anys o més.
L'edat mediana era de 30 anys. Per cada 100 dones de 18 o més anys hi havia 78,1 homes.
La renda mediana per habitatge era de 25.350 $ i la renda mediana per família de 29.226 $. Els homes tenien una renda mediana de 24.688 $ mentre que les dones 19.167 $. La renda per capita de la població era de 12.342 $. Entorn del 13,4% de les famílies i el 16% de la població estaven per davall del llindar de pobresa.

## Poblacions més properes
El següent diagrama mostra les poblacions més properes.